# 양성 쓰기
양성 쓰기(兩姓쓰기)는 자식의 성(姓)에 부모의 성을 같이 쓰는 일을 말한다. 부모 성 함께 쓰기라고도 하는데, 이때는 양성 쓰기를 해야 한다는, 좀 더 규범적인 의미가 담겨 있다. 현재 부모의 성을 같이 쓰는 나라는 멕시코, 니카라과, 파나마, 코스타리카, 베네수엘라, 에콰도르, 스페인, 콜롬비아 등 대부분 스페인어권이다.

## 역사
양성 쓰기는 한국, 중국, 베트남 등 전통적으로 혼인 성씨를 사용하지 않는 지역에서 주로 논의된다. 그 이유는 혼인 성씨를 사용하면 부모의 성씨가 같아지기 때문에 양쪽의 성씨를 모두 사용한다는 것이 무의미해지기 때문이다. 대한민국에서는 1997년 3월 세계여성의 날을 기념하는 제 13회 한국여성 대회에서 부모 성(姓) 함께 쓰기를 선언한 것이 시초로 알려져 있지만, 대한민국 내에서 양성 쓰기를 따르는 경우는 드물다. 그리고 호주제가 폐지된 2008년 이전에는 양성쓰기를 호주제 폐지운동과 연관지어 생각하는 경향이 있었다.
한편, 중국 공안부는 2007년에 〈성명등기조례-초고〉를 발표하여, 부모 중 한쪽 성을 따르거나 양쪽 성을 조합하는 것을 허용하였다.

## 양성 쓰기의 예
- 예를 들면 아이의 이름이 지훈인 경우, 아버지가 홍길동이고 엄마가 김미자이면 그 사이에서 태어난 아이는 홍김지훈이 된다.

## 같이 보기
- 호주제
- 혼인 성씨
- 성씨